# Demain nous appartient
Demain nous appartient is een Franse televisieserie van Telfrance en Telsete die sinds 17 juli 2017 dagelijks wordt uitgezonden op TF1. Daarnaast wordt de serie ook uitgezonden op La Une (België) en RTS Un (Zwitserland).. Meer recent is de serie ook te zien in Québec en Italië.
De serie speelt zich af in en rond Sète aan de Middellandse Zee en het Étang de Thau, en volgt het reilen en zeilen van de families Delcourt, Vallorta, Lazzari, Beddiar, Moreno en Raynaud. Daarnaast neemt ook het politiekorps en het ziekenhuis Saint-Clair een prominente plaats in.

## Opstart van de serie
TF1 lanceerde de dagelijkse soap in de zomer van 2017, met als doel om de kijkcijfers op te krikken. Bij de lancering van de serie werden 130 afleveringen van 26 minuten voorzien. Op 17 november 2017 kondigde de tv-zender een bestelling van 60 bijkomende afleveringen aan. Op 11 januari 2018 werd de serie voor nog een volledig jaar verlengd.
Op een persconferentie op 27 augustus 2018 werd aangekondigd dat de zender overweegt om de serie in primetime te gaan uitzenden wegens de hoge kijkcijfers.

## Rolverdeling
De rolverdeling is als volgt:
- Ingrid Chauvin : Chloé Delcourt (aflevering 1-)
- Lorie Pester : Lucie Salducci (aflevering 1-)
- Alexandre Brasseur : Alex Bertrand / Paul Bellanger (aflevering 1-)
- Charlotte Valandrey : Laurence Moiret (aflevering 1-244 ; 276-)
- Samy Gharbi : Karim Saeed (aflevering 1-)
- Clément Rémiens : Maxime Delcourt-Bertrand (aflevering 1-)
- Maud Baecker : Anna Delcourt (aflevering 1-)
- Juliette Tresanini : Sandrine Lazzari (aflevering 1-)
- Solène Hébert : Victoire Lazzari (aflevering 1-)
- Anne Caillon : Flore Vallorta (aflevering 1-)
- Hector Langevin : Bart Vallorta (aflevering 2-)

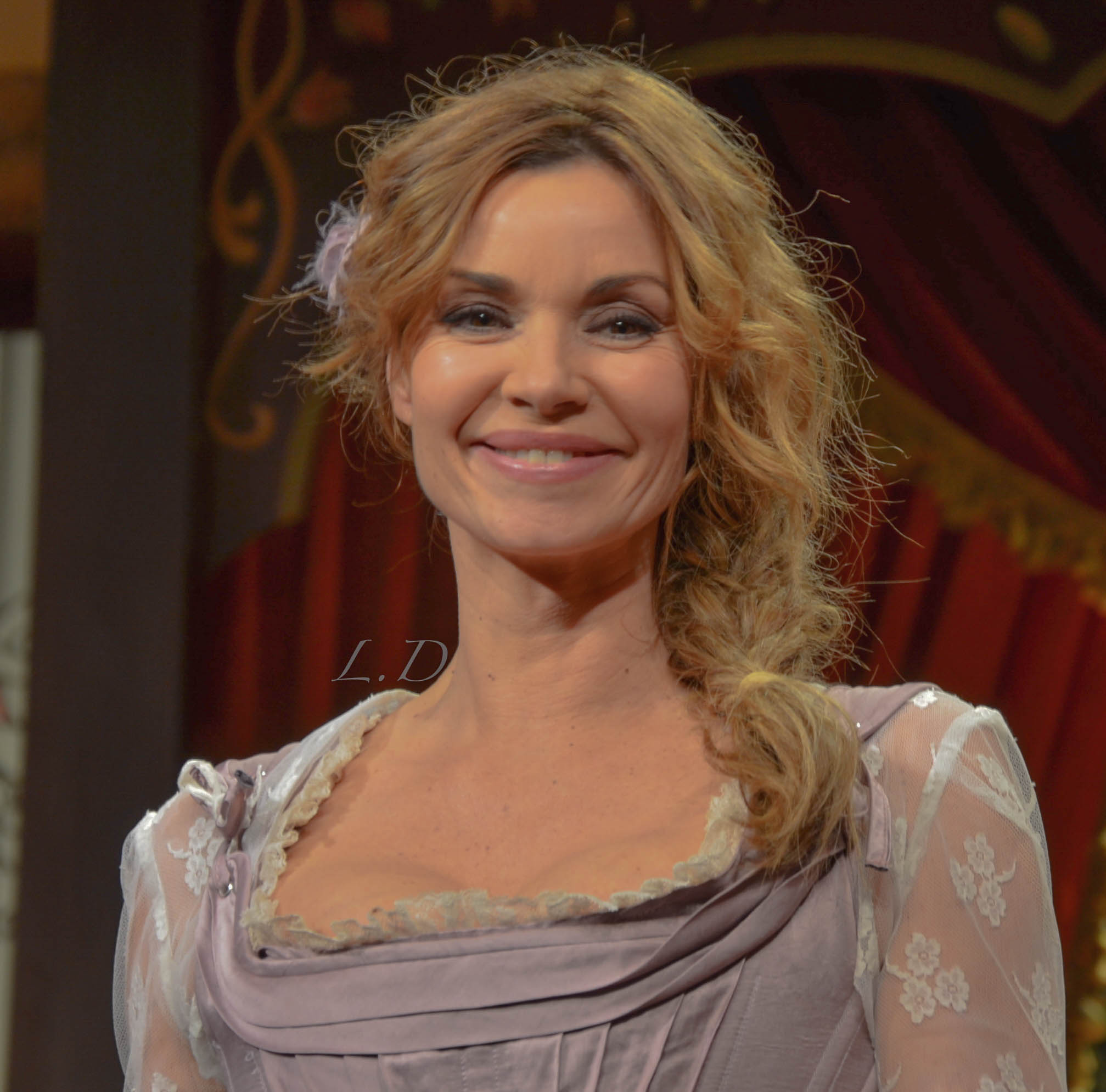
Ingrid Chauvin (Chloé Delcourt)
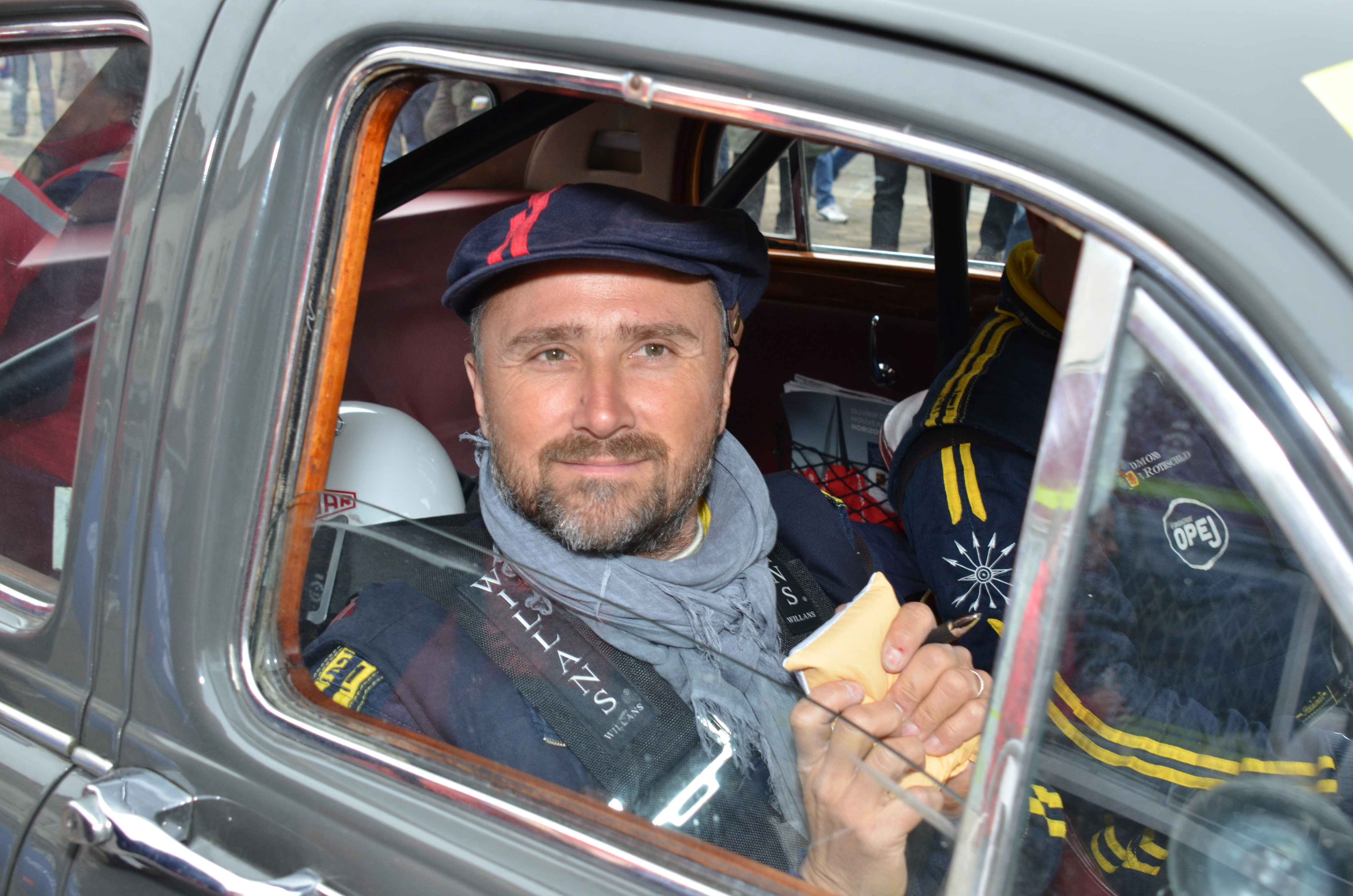
Alexandre Brasseur (Alex Bertrand)
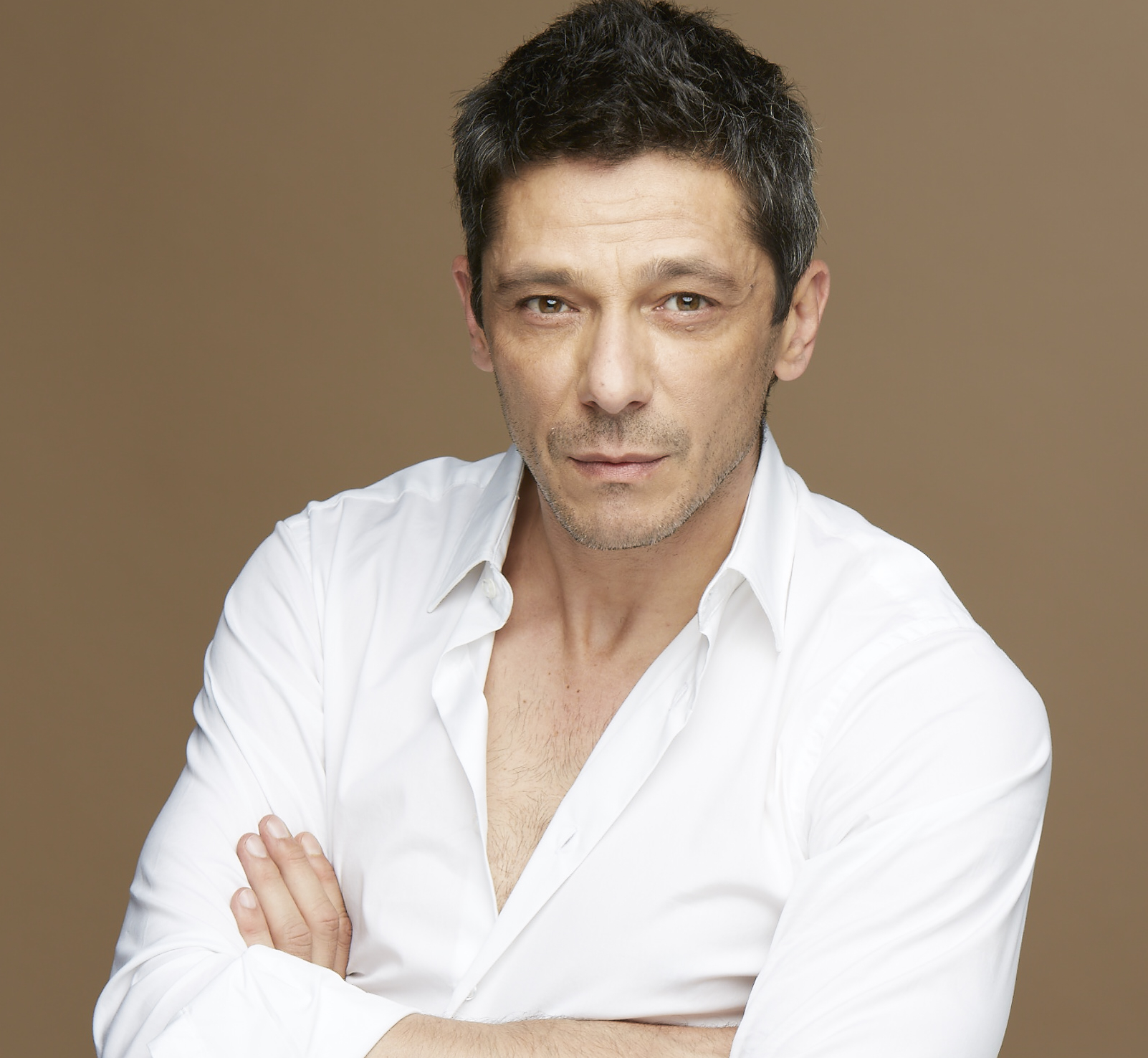
Dominique Guillo (Robin Bellanger)
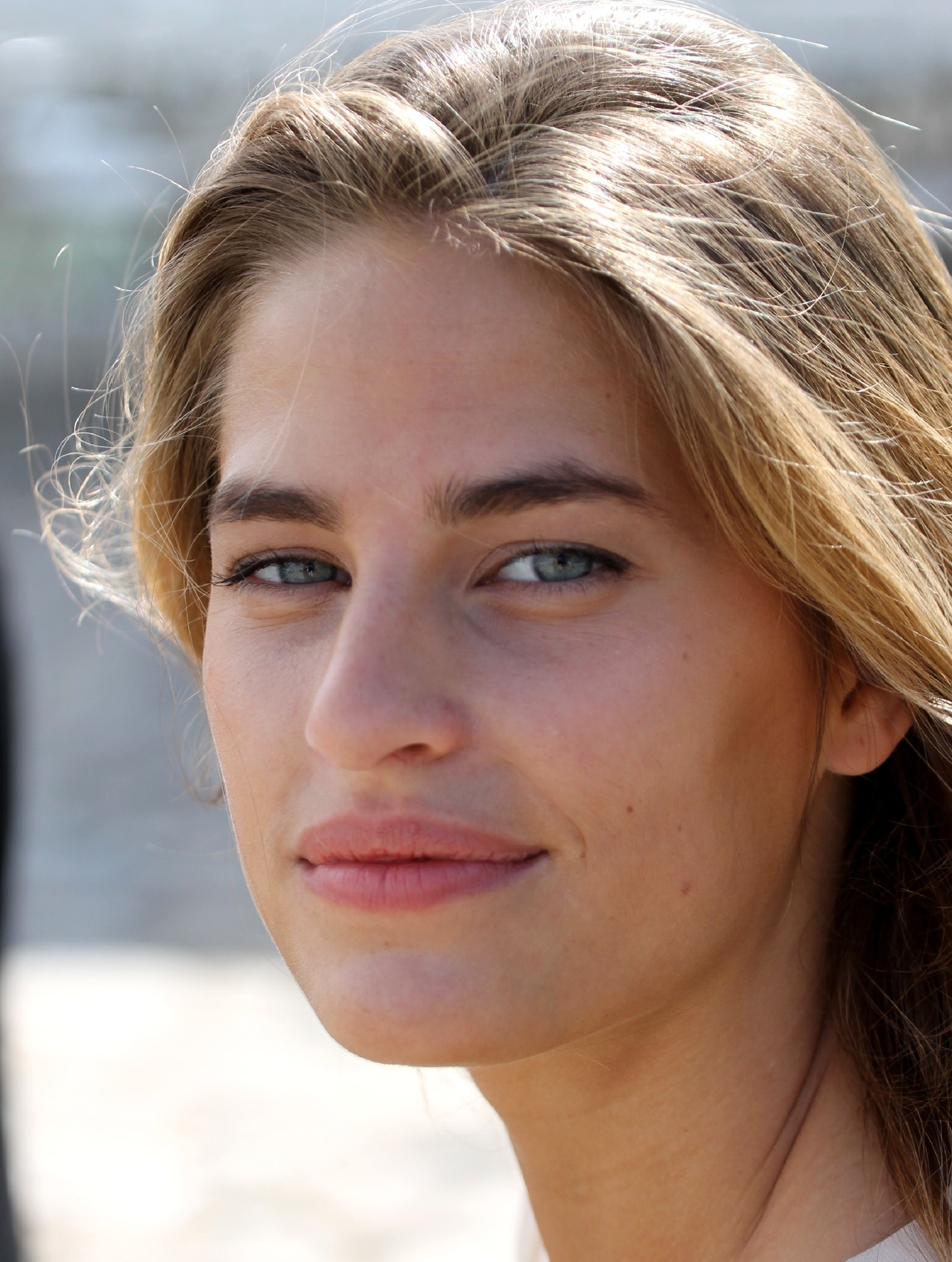
Solène Hébert (Victoire Lazzari)
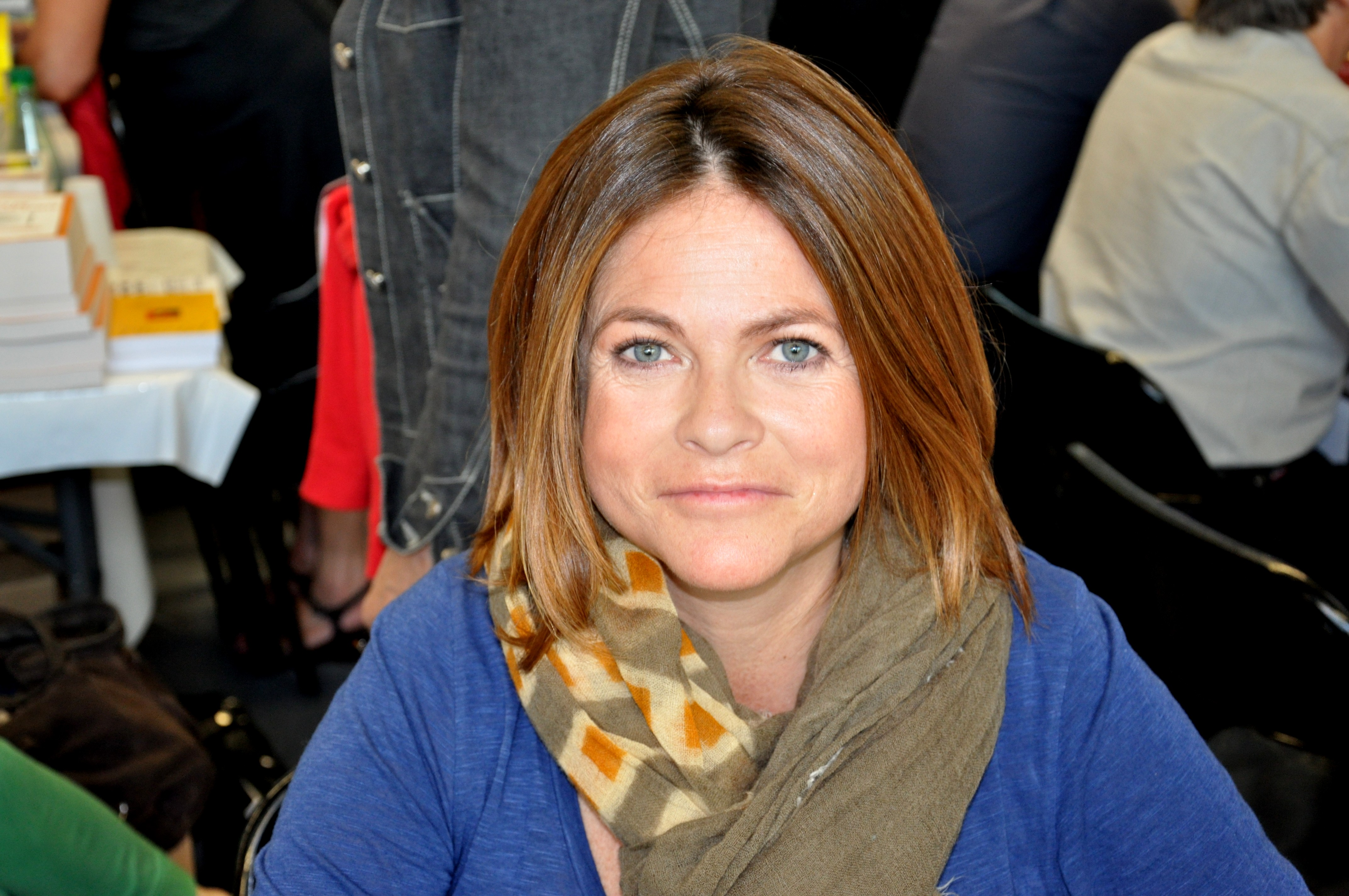
Charlotte Valandrey (Laurence Moiret)
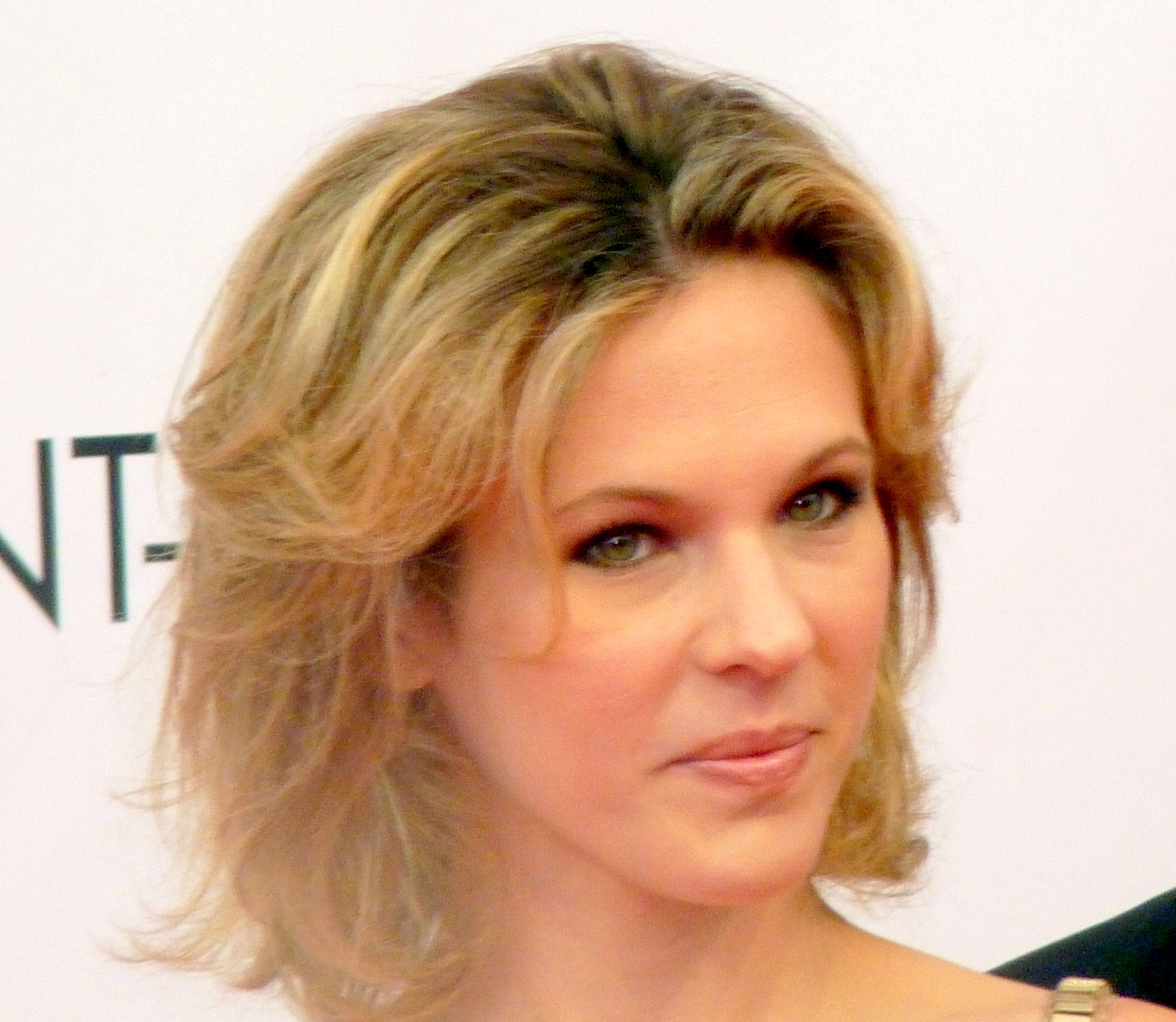
Lorie Pester (Lucie Salducci)